# Austin Powers – Aranyszerszám
Az Austin Powers – Aranyszerszám (eredeti angol címén Austin Powers in Goldmember) 2002-ben bemutatott amerikai filmvígjáték, az Austin Powers sorozat harmadik epizódja. A filmet Jay Roach rendezte, forgatókönyvét Mike Myers és Michael McCullers írta. A főszereplő Mike Myers, aki Austin Powers, Dr. Genya, Aranyszerszám és Dagi Dög szerepében látható. Az Aranyszerszám színészei még Beyoncé Knowles, Robert Wagner, Mindy Sterling, Seth Green, Michael York, Verne Troyer és Michael Caine, de cameo-szerepben feltűnik Britney Spears, Quincy Jones és az Osbourne család is.
A filmben az Austin Powers sorozat önparódiája látható. Powersről életrajzi film készül Steven Spielberg rendezésében, főszereplők Tom Cruise mint Austin Powers, Gwyneth Paltrow mint Furulyás Dixie, Kevin Spacey mint Dr. Genya, Danny DeVito mint Kicsi Én és John Travolta mint Aranyszerszám.
Az Aranyszerszám a Goldfinger és a Csak kétszer élsz James Bond filmek paródiája, A kém, aki szeretett engem néhány elemével. A film bevételei meghaladták a 290 millió amerikai dollárt.

## Történet
Dr. Genya azt tervezi, hogy visszautazik az időben, egészen 1975-be, amikor is élt egy "holland hedonista kohász", bizonyos Johan van der Smut, ismertebb nevén Aranyszerszám. A mesterbűnöző arról híres, hogy feltalált egy vonónyalábot, amellyel egy meteort tudnának a Föld vonzáskörzetébe hozni, amely becsapódva megolvaszthatná a sarki jégsapkákat. Nem sokáig tervezgetheti legújabb húzását, mert megérkezik Austin Powers és a brit titkosszolgálat és letartóztaják őt. Austint lovaggá ütik szolgálataiért, de ő csalódott, mert apja, az ismert titkosügynök, Nigel Powers nincs jelen. Basil elmondja neki, hogy azért, mert Nigelt elrabolták, és az egyetlen nyom, amin elindulhatnak, az az, hogy a jachtján szolgálatot teljesítő férfiak nemi szervét valaki aranyozottra festette.
Austin meglátogatja Dr. Genyát a börtönben, aki elmondja, hogy Aranyszerszám áll az emberrablás mögött. Visszautazik ő is 1975-be, elmegy Aranyszerszám rollerdiszkójába, ahol találkozik régi szerelmével, az FBI beépített ügynökeként a klubban énekelő Foxxy Cleopatrával. Segítségével megtalálja az apját, de nem tudja megmenteni, mert elrablójával együtt visszamennek a jelenbe. Foxxy bosszút akar állni a társa haláláért, ezért Austinnal tart. A jelenben Dr. Genya és Kicsi Én kiprovokálnak egy börtönlázadást, és ezalatt megszöknek. A brit hírszerzés beépített ügynöke, Harmadik (akit Austin undorítónak talál az arcán lévő szemölcs miatt . mely egy szójáték, a "mole" angolul jelenthet beépített ügynököt és szemölcsöt is) elárulja, hogy Dr. Genya főhadiszállása most Tokió mellett van. Austin és Foxxy odautaznak, ahol találkoznak Dagi Döggel, aki most szumóbirkózóként dolgozik. Elmondja nekik, hogy egy bizonyos Mr. Roboto segít Aranyszerszáméknak egy eszköz megépítésében.
Mr. Roboto láthatóan megjátssza, hogy semmit nem tud Nigel Powers elrablásáról, ezért Austin és Foxxy betörnek az üzemébe, ahol a sugárnyalábot gyártják. Leleplezik Mr. Robotót, aki a berendezést és annak aranyszínű indítókulcsát is átadja. Megpróbálnak rajtuk ütni, sikertelenül, Aranyszerszám pedig elmenekül Dr. Genya tengeralattjárójával. Eközben Dr. Genya fia, Scott, hogy bizonyítson az apjának, elkezd egyre gonoszabbá válni, olyannyira, hogy kopaszodni kezd. Megmutatja az apjának, hogy végre megcsinálta azt, amit még az első film idején kért tőle: lézereket rakott cápák fejére. Dr. Genya a kegyeibe fogadja és a kedvencének nyilvánítja Scottot, Kicsi Én pedig, aki mellőzötté válik, csatlakozik Austinékhoz.
Austin, Kicsi Én és Foxxy feljutnak a tengeralattjátóra, ahol Austint elfogják. Dr. Genya aktiválni akarja a sugárnyalábot, de Foxxy ellopja a kulcsot és kiszabadítja Austint. Austin le akarja lőni Dr. Genyát, de ekkor Nigel közéjük áll és közli, hogy mindketten a fiai. Dr. Genya azt mondja, hogy a szülei meghaltak egy autóbalesetben, mire Nigel azt mondja, hogy az egy sikertelen merényletkísérlet volt ellene, és ő maga azt hitte, hogy Dr. Genya, akit Dougie-nak hívtak, meghalt – egész addig, míg meg nem tudta, hogy azok a belga nevelőszülők "genyává" tették őt. Mindhárman kibékülnek, ami felbőszíti Scottot, aki a maga jogán is gonosszá vált, valamint Aranyszerszámot, aki tovább folytatja az akciót. Kiderül ugyanis, hogy a saját aranyozott nemi szerve a tartalék kulcs. Aktiválja a nyalábot, de Dr. Genya és Austin együttes munkával megfordítják a polaritását, és elpusztítják a meteort. Letartóztatják Aranyszerszámot – ezután viszont fordul a kamera, és kiderül, hogy a történetet megfilmesítették (egyfajta metanarratívában). A sztoriról szóló filmet ("Goldfing") Steven Spielberg rendezi, és Tom Cruise játssza benne Austint, Kevin Spacey Dr. Genyát, Danny DeVito Kicsi Ént, és John Travolta Aranyszerszámot. Miután megnézték a filmet, Austinék távoznak a moziból, ahol találkoznak Dagi Döggel, aki a különleges diétájával teljesen lefogyott. Scott, aki teljesen megkopaszodott eddigre, hasonló módon öltözködve és hasonlóan nevetve, mint az apja, bosszút esküszik Austin ellen.
A stáblista alatt Kicsi Én Britney Spears-szel randizik, aki megkérdezi tőle, hogy megadhatja-e neki a számát.

## Szereplők
| Szerep                                         | Színész           | Magyar hang        |
| ---------------------------------------------- | ----------------- | ------------------ |
| Austin Powers Dr. Genya Dagi Dög Aranyszerszám | Mike Myers        | Józsa Imre         |
| Foxxy Cleopatra                                | Beyoncé Knowles   | Szénási Kata       |
| Nigel Powers                                   | Michael Caine     | Fülöp Zsigmond     |
| Basil Exposition                               | Michael York      | Szakácsi Sándor    |
| Scott                                          | Seth Green        | Seszták Szabolcs   |
| Második                                        | Robert Wagner     | Kránitz Lajos      |
| Frau Farszagú                                  | Mindy Sterling    | Koffler Gizi       |
| Kicsi Én                                       | Verne Troyer      | Józsa Imre         |
| Fiatalabb Második                              | Rob Lowe          |                    |
| Harmadik                                       | Fred Savage       | Csőre Gábor        |
| Mr. Roboto                                     | Macusita Nobu     | Pálfai Péter       |
| Önmaga (Furulyás Dixie a filmben)              | Gwyneth Paltrow   | Nagy-Kálózy Eszter |
| Önmaga (KicsiÉn a filmben)                     | Danny DeVito      | Harkányi Endre     |
| Önmaga (Austin a filmben)                      | Tom Cruise        | Kautzky Armand     |
| Önmaga (Dr. Genya a filmben)                   | Kevin Spacey      | Epres Attila       |
| Önmaga (Aranyszerszám a filmben)               | John Travolta     | Széles László      |
| Önmaga                                         | Quincy Jones      |                    |
| Önmaga                                         | Steven Spielberg  | Kajtár Róbert      |
| Önmaga                                         | Britney Spears    |                    |
| Önmaga                                         | Ozzy Osbourne     | Nagy Feró          |
| Cu Mi                                          | Diane Mizota      | Dögei Éva          |
| Nu Ni                                          | Carrie Ann Inaba  | Vadász Bea         |
| A királynő                                     | Jeannette Charles | Várnagy Kati       |

## Forgatás
A film alcíme, az Aranyszerszám (angolul Goldmember) miatt már a megjelenés előtt jogi lépéseket kezdeményezett az MGM, a James Bond-filmek jogtulajdonosa. Emiatt átmenetileg levették a film alcímét a poszterekről. Később, amikor sikerült megegyezni, visszakerült a plakátokra és az előzetesekbe is.
Mike Myers ebben a filmben már négy különböző karaktert is alakít. Ugyanis az 1960-as és az 1990-es évek meghódítása után Austin Powers ezúttal az 1970-es években veszi fel a harcot a szintén saját maga által alakított Dr. Genyával. Ugyancsak ő játssza el az előző részben már látott Dagi Dögöt, és a selypítve beszélő, bizarr új főgonoszt, Aranyszerszámot. Utóbbi karakterét a James Bond-filmek főgonosza, Auric Goldfinger inspirálta. Myers elmondása szerint Aranyszerszám holland származását és fura szokásait az HBO "Igazi szex" című dokumentumfilm-sorozatának egyik része inspirálta, ahol egy holland férfi Rotterdam közelében egy "szexistállót" üzemeltetett.
Beyoncé Knowles játssza a film női főszereplőjét, Foxxy Cleopatrát, akinek a figurája a 70-es évek Amerikájában népszerű, fekete nők főszereplésével készülő akciófilmek kiparodizálása. Michael York visszatér Basil szerepében, ahogy Verne Troyer is, mint Kicsi Én. Clint Howard ebben a filmben is radarkezelőt játszik, mint az előző kettőben. Új szereplőként jelent meg Harmadik, akit Fred Savage alakít, és Nigel Powers, akit pedig Michael Caine játszik. Utóbbi alakítását az 1965-ös "Az Ipcress ügyirat" című filmben játszott szerepe inspirálta.
Négy színész, akik a korábbi részekben is szerepeltek, most más szerepekben láthatók. Rob Lowe, aki az első részben a meghalt biztonsági őr barátját játszotta, most másodjára alakítja a fiatal Másodikat. Neil Mullarkey, Michael McDonald és Eric Winzenried is új mellékszerepekben bukkannak fel. 
A filmben szerepelt volna még Sigourney Weaver egy rövid cameo-szerep erejéig, ahol a szumóbirkózóknak adta volna át a törülközőket, de végül a színésznő szűkös időbeosztása miatt nem szerepelhetett.

## Fordítás
- Ez a szócikk részben vagy egészben  az   Austin Powers in Goldmember című angol Wikipédia-szócikk ezen változatának fordításán alapul.  Az eredeti cikk szerkesztőit annak laptörténete sorolja fel. Ez a jelzés csupán a megfogalmazás eredetét és a szerzői jogokat jelzi, nem szolgál a cikkben szereplő információk forrásmegjelöléseként.